# OPmobility
OPmobility SE — французская компания, производитель комплектующих для автомобильной промышленности.

## История
Компания основана в 1946 году Пьером Бюрелем; первоначально называлась Plasticomnium и производила пластмассовые комплектующие для автомобилей. В 1966 году название стало писаться в два слова — Plastic Omnium. В 1970-х годах началась международная экспансия: созданы филиалы в Испании (1970 год), Германии (1972 год), Великобритании (1973 год) и США (1977 год).
В 2000 году создано Inergy Automotive Systems, совместное предприятие с Solvay по разработке и производству топливных элементов; в 2010 году доля партнёра была выкуплена. В 2004 году было создано ещё одно совместное предприятие, HBPO, по производству бамперов и других элементов экстерьера автомобилей; партнёрами были немецкие компании Hella и Mahle Behr, доли которых к 2022 году также были выкуплены. В 2006 году поглощена компания Inoplast, производитель изделий из композитных материалов и термопластиков. В 2007 году созданы совместные предприятия в КНР и Индии. В 2018 году продано подразделение по производству мусорных баков. В 2022 году куплены подразделения автомобильной светотехники у ams-Osram и Varroc.
В апреле 2024 года название Plastic Omnium было изменено на OPmobility.

## Собственники и руководство
Контрольный пакет акций принадлежит компании Burelle (60 % акций и 74 % голосов).
- Лоран Бюрель (Laurent Burelle, род. 6 октября 1949 года) — председатель совета директоров с 2001 года, член совета директоров с 1981 года. Также председатель компании Burelle и сети гостиниц Sofiparc Hotels.
- Лоран Фавр (Laurent Favre) — главный исполнительный директор с 2020 года.

## Деятельность

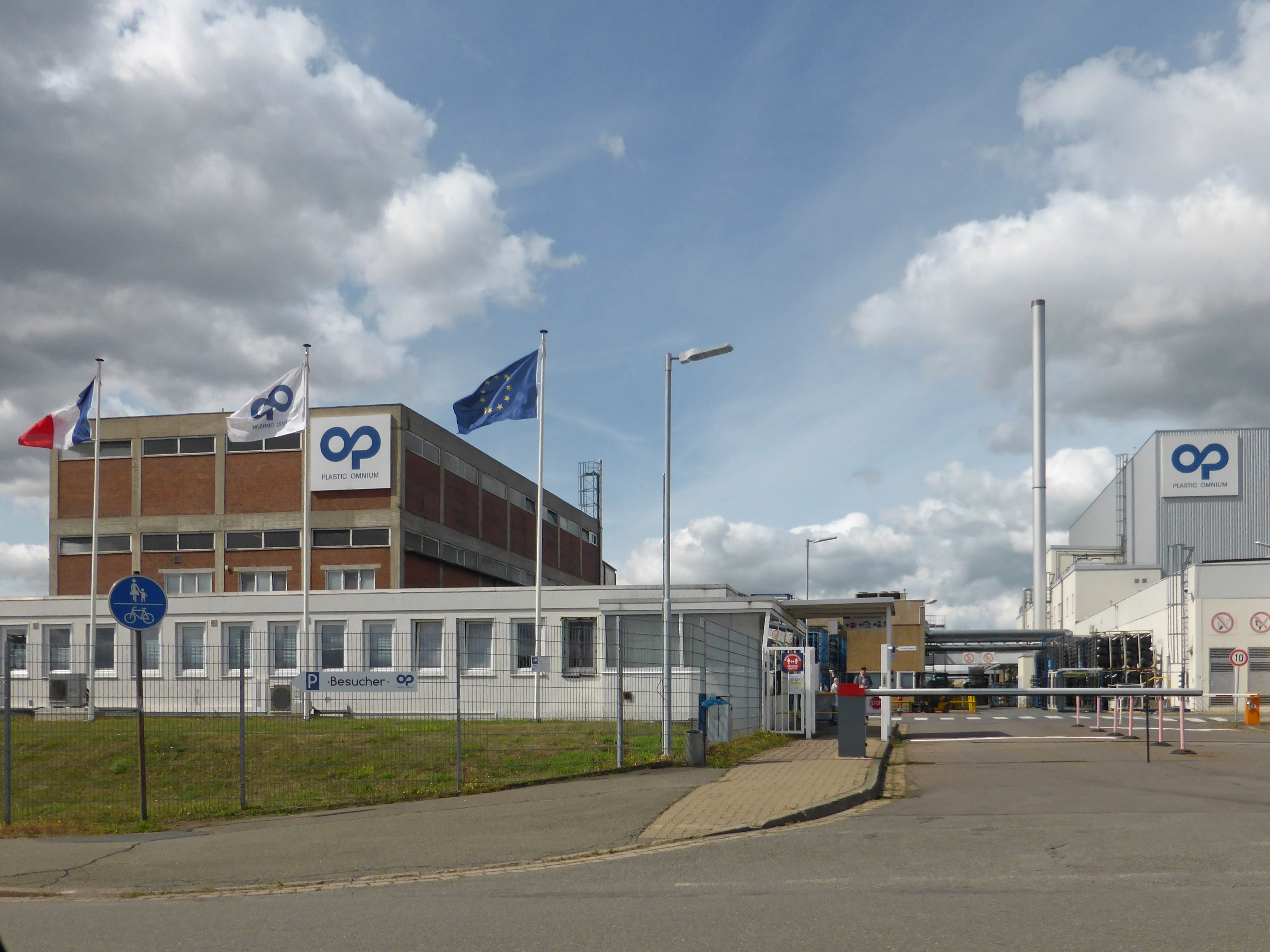
Завод в Райнсдорфе (Германия)

Подразделения компании по состоянию на 2023 год:
- элементы экстерьера — бамперы, крышки багажника, решётки радиатора; 39 % выручки;
- свет — автомобильная светотехника; 10 % выручки;
- системы чистой энергии — топливные баки, выхлопные системы, аккумуляторные батареи, водородные топливные элементы; 24 % выручки;
- модули — приборные панели; 27 % выручки.

Выручка компании за 2023 год составила 10,3 млрд евро, её распределение по регионам: Европа — 51 %, Северная Америка — 27 %, Китай — 9 %, остальная Азия — 8 %, другие регионы — 4 %. Основными рынками сбыта были Германия (16 % выручки), США (14 %), Мексика (12 %), КНР (9 %), Словакия (6 %), Испания (6 %), Франция (5 %), Чехия (5 %), Республика Корея (4 %) и Польша (4 %). Главными клиентами для компании были Volkswagen (28 % продаж), Stellantis (15 %), General Motors (8 %), Mercedes-Benz Group (8 %), BMW (8 %).
Производственные мощности насчитывали 152 завода, из них в Европе — 62, в Китае — 36, в остальной Азии — 16, в Северной Америке — 27. У компании 40 научно-исследовательских центров.